# Pismo Kološanom
Pismo Kološanom je dvanajsta knjiga Nove zaveze in eno od pisem, pripisanih apostolu Pavlu.
Kološani so očitno sprejeli protognostične in sinkretistične poglede in prakse, ki niso bili združljivi s spoznanjem Božje skrivnosti, to je Kristusa, "v katerem so skriti vsi zakladi modrosti in spoznanja" (2,2-3). Čeprav so omenjene stvari, kot so filozofija in prazna prevara (2,8), judovske prakse (2,16), videnja (2,18) ter umišljena pobožnost (2,23), vir teh naukov ni povsem jasen.
Avtor si prizadeva zajeziti takšne težnje s tem, da opozarja na Kristusovo prvenstvo v vsem (1,18), saj je Kristus "podoba nevidnega Boga" (1,15), ki je spravil človeštvo z Bogom "s krvjo svojega križa" (1,20).
Avtor nato krščansko skupnost spodbuja, naj odvrže jezo, zlobo in grdo govorjenje ter po zgledu Kristusa izkazuje dobroto, krotkost, potrpežljivost, odpuščanje in ljubezen. Vsak kristjan mora glede na svoje življenjsko okoliščine izpolnjevati svoje dolžnosti.

## Nastanek
V prvih vrsticah besedila izvemo, da sta avtorja tega pisma Pavel in Timotej. Vendar so mnogi strokovnjaki mnenja, da to pismo ni pristno Pavlovo. Med razlogi za to teorijo so slogovne in besediščne razlike med tem in drugimi, neizpodbitno Pavlovimi pismi. Prisotnost kozmične kristologije, zmotnega nauka, ki v času Pavlovega življenja še ni razvit, in drugačno razumevanje krsta kot v ostalih pavlinskih pismih podpirajo to teorijo. V tem primeru je pismo napisal nekdo, ki je z uporabo Pavlovega imena želel pismu pridobiti kredibilnost. 
Pismo je bilo namenjeno Cerkvi v Kolosah. Kolose je bilo mesto 160 km vzhodno od Efeza ob reki Lik, ki leži v današnji Turčiji.
O kraju in času nastanka je več mnenj. Med tremi najbolj verjetnimi dve podpirata nastanek v Efezu ena v Rimu. Če je pismo napisal Pavel v Efezu, je nastalo okoli leta 55. Če ga je napisal v Rimu je nastalo med leti 61 in 63. V kolikor pa tega pisma ni napisal Pavel, je najverjetneje nastalo v Efezu v 80. letih 1. stoletja.

## Vsebina
Pismo Kološanom je pisemska poslanica. Vsebuje 4 poglavja, ki imajo skupaj 95 vrstic.

### Zgradba
- 1,1–2: uvodni obrazec.
- 1,3–23: predgovor, ki obsega zahvalo, molitev, hvalo in kristološko hvalnico.
- 1,24–2,5: Pavlovo služenje Cerkvi in oznanjevanje skrivnosti, razodete po Bogu.
- 2,6–23: Kristusova oblast je večja od človeških predpisov.
- 3,1–4,6: praktična navodila za življenje. Dotakne se pregreh, kreposti in navede eno od petih družinskih pravil, zapisanih v Novi zavezi.
- 4,7–17: pozdravi in sporočila.
- 4,18: blagoslov (Brown 2008, 600).

### Tematika
Kristološka hvalnica je ključna pri predstavitvi Kristusa. Najverjetneje gre za modifikacijo že obstoječe hvalnice, ki je bila poznana na tamkajšnjem območju. Glavne teme so stvarjenje, obstoj in sprava (Brown 2008, 603–604). Govori o Bogu, ki je osnova za vse stvarstvo, Kristusa imenuje za prvorojenca stvarstva, ki je bil pred vsem drugim. To mu daje nadvlado v vsem. V naslednjih vrsticah govori o spravi, ki jo je Bog dal preko križa. Ta sprava je lahko dosežena le v veri (Douglas 2008, 107–147).
O zmotnem nauku, o katerem govori pismo Kološanom, ni veliko znanega. Najverjetneje je šlo za kombinacijo poganskih navad, čaščenje angelov in gnostičnih idej. V pismu avtor bolj opozarja, naj ljudje ne zapadejo v ta nauk, kot pa graja te, ki so vanj zapadli (Brown 2008, 604–608).
Družinsko pravilo omenja podrejanje žena do mož, a ki do njih ne smejo biti osorni, ter uboganje otrok do staršev in sužnjev do gospodarjev. Tu gre morda za kasnejši dodatek (kar je malo verjetno), odraz takratne grško-rimske kulture, morda pa gre za spodbudo k ohranjanju družbene strukture. V tem se ne sme spregledati navodila možem, naj ljubijo svoje žene, očetom, naj ne grenijo življenja svojim otrokom ter gospodarjem, naj bodo pravični in pošteni do svojih sužnjev (prim. Kol 3,18–4,1) (Douglas 2008, 292–317).

## Sklic
1. ↑  »Letter of Paul to the Colossians | Summary & Facts | Britannica«. www.britannica.com (v angleščini). Pridobljeno 13. septembra 2022.